# Lago Eder
Eder (em alemão: Edersee)[a] é um grande lago e reservatório de água criado a partir da construção, de 1908 a 1914, de uma barragem ao longo do rio Eder, perto da pequena vila de Waldeck no norte de Hessen, Alemanha, para gerar energia eléctrica e para controlar o nível da água no rio Weser.
A barragem foi destruída por bombas especiais largadas de bombardeiro na noite de 16 para 17 de maio de 1943, criando grande destruição, perda de energia e a morte de várias pessoas ao longo do rio (Operação Chastise), incluindo a morte de 749 (por afogamento) prisioneiros de guerra ucranianos num campo de trabalho mesmo abaixo da barragem.

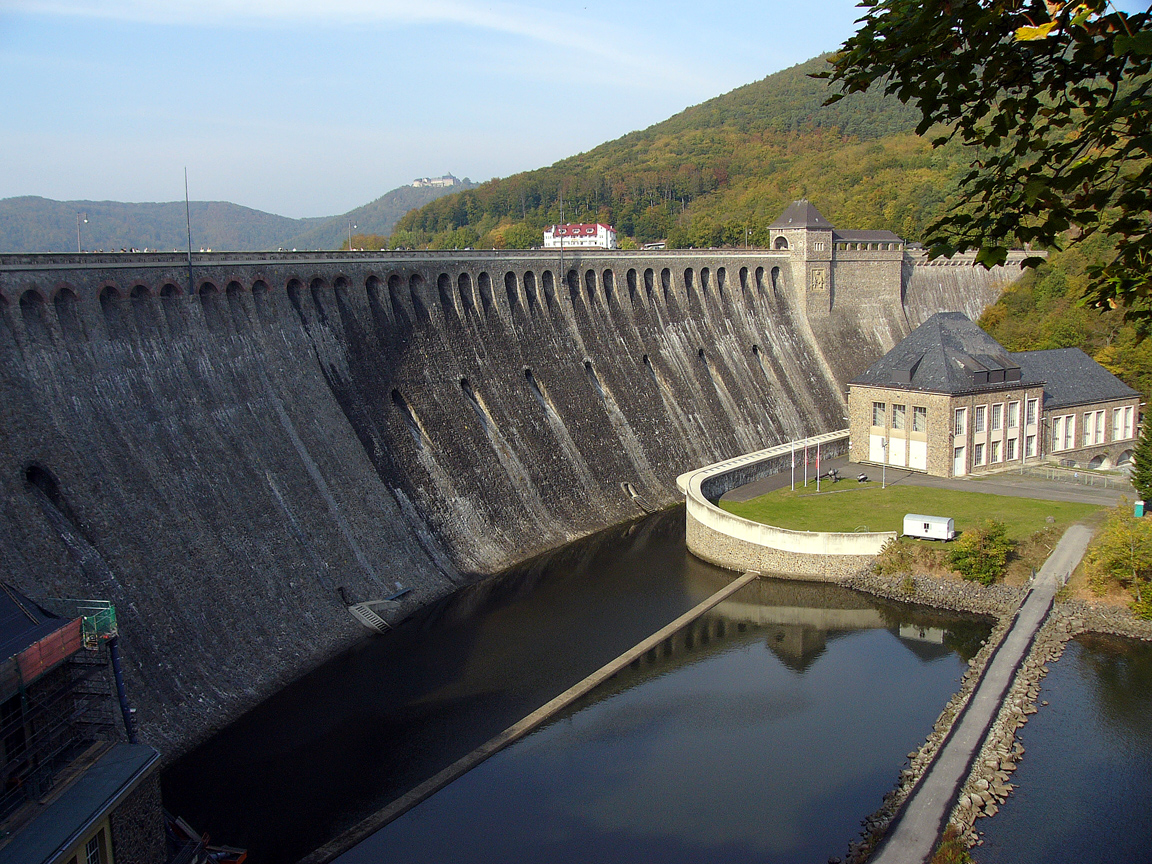
A barragem Eder, que cria o Eder

A barragem foi reconstruída em apenas alguns meses por trabalho forçado (Organização Todt), e o lago hoje é um centro de diversão e é o terceiro maior reservatório na Alemanha.